# Domènec Estruch i Jordan
Domènec Estruch i Jordan (Muro d'Alcoi, 1786-Madrid, 1851) va ser un gravador calcogràfic espanyol.

## Biografia
Natural de Muro, de molt jove va passar a València, on residia el seu oncle Francisco Jordan, qui es va encarregar de la seva educació li va ensenyar el dibuix i l'art del gravat. La invasió francesa en 1808 el va obligar a traslladar-se a Mallorca i posteriorment a l'Havana, des d'on va tornar a Barcelona, on es va establir i van néixer els seus fills, també gravadors, Joan, emprat en la Direcció d'Hidrografia i especialitzat en el gravat de mapes, i Albert, gravador en buit de la Fàbrica del Segell, de la qual va passar a la Reial Casa de la Moneda de Manila.
Les obres en què més es va distingir van ser estampes de Sant Josep, Sant Bru, Sant Joan Baptista, i el Retrato ecuestre de Don Mariano Álvarez de Castro, gobernador de Gerona. També va destacar en el gravat de cartes geogràfiques i topogràfiques, entre elles la de la Historia de Grecia antigua, i la gran Carta de la isla de Cuba, treball pelqual van fer un honrós esment de l'autor les Corts del Regne quan van veure la citada carta, i el van admetre en concepte d'individu de mèrit i corresponsal, diverses acadèmies i corporacions artístiques.
Anomenat a Madrid per a executar altres obres d'importància, hi va morir al juliol de 1851. Va ser acadèmic de mèrit de la de Nobles Arts de Sant Carles de València i corresponsal de la Reial Societat de Foment de l'Havana.